# Ambrogio Spreafico
Ambrogio Spreafico (Garbagnate Monastero, 26 de março de 1950) é um clérigo católico romano italiano, bispo emérito de Frosinone.

## Biografia
Dom Ambrogio Spreafico nasceu em Garbagnate Monastero, na província de Lecco e na arquidiocese de Milão. Concluiu o curriculum studiorum exigido pela Congregação dos Padres Barnabitas. Foi ordenado sacerdote em 12 de abril de 1975. Cursou Filosofia e Teologia na Pontifícia Universidade Urbaniana e Teologia Bíblica no Pontifício Instituto Bíblico de Roma, onde obteve a Licença em Sacra Escrita, em 1978, e posteriormente o Doutorado, em 1978-1984. Em 1976 foi incardinado na diocese de Palestrina e, imediatamente depois, em Roma (15 de novembro de 1988), começou a exercer o seu ministério sacerdotal.

### Sacerdócio
A partir de então, Spreafico exerceu as seguintes funções: Professor de língua hebraica no Pontifício Instituto Bíblico (1978-1991); 1992 Professor de Antigo Testamento na Pontifícia Universidade Urbaniana; Reitor Magnífico da mesma Universidade (1997-2003); Presidente da Conferência dos Reitores das Pontifícias Universidades Romanas (2000-2003); desde 1993, colaborador paroquial em Santa Maria in Trastevere; desde 1998 consultor da Congregação para a Evangelização dos Povos. Desde 2001, era Reitor da Igreja de Santo Egidio; e a partir de 2002, Presidente da Arquiconfraria do Santíssimo Sacramento e S. Maria della Neve.
Em 2005, foi nomeado Reitor da Pontifícia Universidade Urbaniana. Colaborou na Paróquia de San Filippo Neri alla Garbatella. Em 10 de abril de 1998, tornou-se Capelão de Sua Santidade.
Monsenhor Spreafico é autor de inúmeras publicações e artigos de cunho bíblico e espiritual em seus diversos livros e dicionários especializados.

### Episcopado
Em 3 de julho de 2008, o Papa Bento XVI o nomeou bispo coadjutor da diocese de Frosinone. Foi ordenado bispo em 26 de julho de 2008 pelo Secretário de Estado da Santa Sé, cardeal Tarcísio Bertone, na Basílica de São João de Latrão; os principais co-consagradores foram o cardeal William Joseph Levada e o bispo Vincenzo Paglia.
Foi instalado em 28 de julho e assumiu o governo da diocese em 18 de outubro de 2008, após a morte de seu antecessor.
Em 8 de julho de 2020, o Papa Francisco o nomeou membro do Pontifício Conselho para o Diálogo Inter-religioso.
Em 10 de novembro de 2022, quando o Papa une in persona episcopi a diocese de Frosinone-Veroli-Ferentino com a diocese de Anagni-Alatri, Monsenhor Spreafico torna-se também o bispo desta última sé. Em 15 de janeiro de 2023, ele toma posse da diocese.
Ainda em 2023, em 18 de fevereiro, o Papa Francisco o nomeou membro do Dicastério para a Cultura e a Educação.
Em 1 de julho de 2025, o Papa Leão XIV aceitou sua renúncia como bispo de Frosinone-Veroli-Ferentino e Anagni-Alatri por ter atingido o limite de idade; ele foi sucedido por Santo Marcianò.

## Obras
- Esodo, memoria e promessa. Interpretazioni profetiche, Edizioni Dehoniane Bologna, 1985, ISBN 8810302028.
- Il libro dell'Esodo, Città Nuova Editrice, 1992, ISBN 8831137344.
- Guida allo studio dell'ebraico biblico, Società Biblica britannica, 1993, ISBN 8823780047.
- I profeti. Introduzione e saggi di lettura, Edizioni Dehoniane Bologna, 1993, ISBN 8810205677.
- Marco, il primo vangelo, Urbaniana University press, 2000, ISBN 8840190031.
- Il nome di Dio. Temi biblici dell'Antico Testamento, Leonardo International, 2002, ISBN 8886482892.
- La voce di Dio per capire i profeti, Edizioni Dehoniane Bologna, 2003, ISBN 8810407342.
- Dio ama i poveri, Edizioni San Paolo, 2006, ISBN 8821556085.
- Da nemici a fratelli. Il sogno di Dio per il mondo, Edizioni San Paolo, 2010, ISBN 8821569284.